# Czesław Glinkowski
Czesław Ludwik Glinkowski (ur. 7 lipca 1932 w Nowym Dworze Pelplińskim) – polski działacz partyjny i samorządowy, nauczyciel, regionalista, w latach 1977–1990 prezydent Tczewa.

## Życiorys
Syn robotnika kolejowego Bernarda i Klary z domu Pękala, jego ojciec do 1946 przebywał na robotach przymusowych w Niemczech. Uczył się w Collegium Marianum w Pelplinie i Liceum Pedagogicznym w Tczewie, później został absolwentem Wyższej Szkoły Nauk Społecznych przy KC PZPR. Pracował jako nauczyciel w Szkole Podstawowej w Rudnie i Szkole Podstawowej nr 2 w Pelplinie, następnie po przeprowadzce do Tczewa uczył w tamtejszej SP nr 1 i w latach 1965–1970 pozostawał dyrektorem Zespołu Szkół Zawodowych. Od 1954 członek Polskiej Zjednoczonej Partii Robotniczej, był instruktorem i sekretarzem ds. propagandy (1970–1972) w Komitecie Powiatowym PZPR w Tczewie. Od 1970 do 1973 pierwszy prezes Towarzystwa Miłośników Ziemi Tczewskiej. Zajmował stanowisko członka egzekutywy (1977–1981, 1983–1989) i plenum (1983) Komitetu Miejskiego PZPR w Tczewie. Od 15 lutego 1977 do 13 września 1990 pełnił funkcję ostatniego komunistycznego prezydenta Tczewa.
Autor książek turystycznych, regionalistycznych i wspomnieniowych oraz innych publikacji. Inicjator powstania wydawnictwa Kociewski Kantor Edytorski. Wyróżniony m.in. Honorową Nagrodą Samburii Starosty Tczewskiego, Medalem Pro Domo Trsoviensi i tytułem Tczewianin Roku 2001.